# Friesea
Friesea  (лат.) — род ногохвосток из семейства Neanuridae. Описано около 190 видов. Род широко представлен в большинстве наземных сред обитания и во всех биоклиматических регионах Земли — от Антарктики до тропиков, от морских берегов до высокогорий.
- Friesea grisea